# Røde Mor

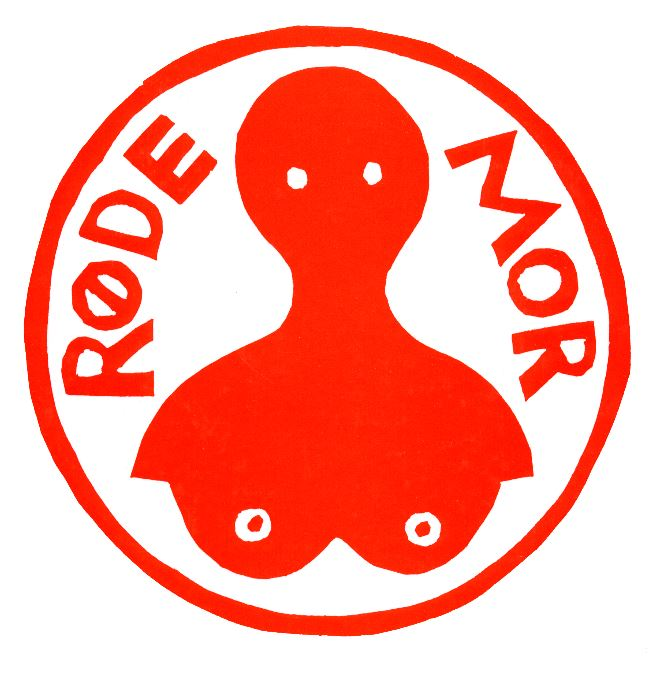
Logo von Roede Mor (1969 entworfen von Dea Trier Mørch)

Røde Mor (deutsch Rote Mutter) war ein dänisches Künstlerkollektiv mit erklärtem sozialistischen Standpunkt. Es wurde im Jahr 1968 gegründet und bestand aus einer Musikgruppe und einer Grafikgruppe, die auf ihrem jeweiligen Kunstgebiet kollektiv arbeiteten. 1978 löste sich das Kollektiv auf. –
Røde Mors Ziel war, politische, proletarische Kunst zu schaffen. Das Kollektiv produzierte in den zehn Jahren, in denen es existierte, hunderte von Plakaten und Illustrationen, dazu Bücher, Flugblätter und Ausstellungen mitsamt einer Reihe von Schallplatten und Rockzirkusvorstellungen und veranstaltete Ausstellungen mit seinen grafischen Werken. 2002 startete die Musikgruppe ein Comeback mit Konzerten und neuen Schallplatten.

## Manifest und Konzept
Im Frühjahr 1969 präsentierte sich das neu gegründete Künstlerkollektiv mit einem „Manifest“ in Gedichtform. Übersetzt aus dem Dänischen lautet es folgendermaßen:
Røde Mor ist die Mutter der Revolutionen

Der Unterdrückten und der Schwachen und der Elternlosen Mutter

Røde Mor wartet auf dich, vergisst dich nicht und hält das Essen warm

Røde Mor ist eine wilde und rasende Löwin

Røde Mor läuft mit einem Olivenzweig im Maul

Røde Mor ist ein schwarzes Schaf und außerdem eine rote Fahne
Die erste Prosa-Fassung ihres Manifests veröffentlichte Røde Mor 1970. Der Text wurde mehrmals geändert. In jedem Jahr gab die Gruppe einen Katalog heraus, in dem über die Arbeit – auch mit Beispielen – berichtet wurde und in dem Zeugnis davon abgelegt wurde, wo die Gruppe stehe mit ihrer politischen Kunst – und mit der eigenen Entwicklung. Das folgende Manifest stammt aus dem Katalog von 1972:

„Røde Mors Manifest
 Kunst und Klassenkampf haben scheinbar nichts miteinander zu tun. Aber in Wirklichkeit sind Kunst und Klasse untrennbare Begriffe. In früheren Gesellschaften hatte jede Klasse ihre Kunst. Die Unterdrücker und die Unterdrückten hatten jeweils ihre Kunst, die ihnen ihre Identität gab. Aber die Kunstgeschichte erzählt uns nur von der Kunst der herrschenden Klasse, weil es die Herrschenden sind, die die Geschichte schreiben. Wenn sich in unserer Gesellschaft augenscheinlich nur eine Kunst findet, – die bürgerliche –, dann deshalb, weil das Bürgertum das Monopol sogar über die Kunst und die Kultur übernommen hat. Es wird feinkulturelle (dän. „finkulturel“) Kunst für das Bürgertum geschaffen, aber die Arbeiterschaft wird mit Unterhaltung und Reklame niedergehalten. Auf diese Weise fungiert das Kulturmonopol wie ein Mittel, um die Macht des Bürgertums zu festigen und die bürgerliche Ideologie in der Arbeiterklasse zu verbreiten. Der bürgerliche Künstler nimmt an dieser Unterdrückung teil – ob er will oder nicht und ob er sich dessen bewusst ist oder nicht. Wir hingegen wollen unsere Kunst der Arbeiterklasse zur Verfügung stellen und damit unseren Beitrag leisten, eine politische, proletarische Kunst zu schaffen. Unter politischer Kunst verstehen wir eine Kunst, die einen – aus marxistischer Sicht – proletarischen Standpunkt einnimmt. Die Aufgabe des politischen, proletarischen Künstlers ist, den Klassenkampf auf kulturellem Gebiet zu führen. Wir müssen die Ausbreitung der herrschenden Ideologie durch die Klassen, die für das Kapital stehen, verhindern. Wir wollen eine Kunst schaffen, die dazu beiträgt, der Arbeiterschaft eine Identität zu geben. Eine Kunst, die eine Waffe im Klassenkampf ist.“

Schon im ersten Katalog vom Juni 1970 nannte die Gruppe zwei Künstler aus den 1920er und 1930er Jahren als ihre Vorbilder und ihre tägliche Inspiration: den russischen Futuristen und Theatermacher Wladimir Majakowski und den belgischen Clartéisten und Maler Frans Masereel. Ihre politische Arbeitsgrundlage beschrieb die Gruppe so:

„Der bürgerliche Künstler und sein Werk sind ein Teil der Unterdrückung. Seine Abhängigkeit vom Kapital hat ihn zum Hofnarren des Bürgertums gemacht. Wir melden uns von der anderen Seite. Wir wollen die FREIE PROLETARISCHE KUNST schaffen.“

Im Herbst 1970 startete Røde Mor Agit-Prop. Die Erklärung dieses Konzepts findet sich auch im Katalog Nr. 1: AGITPROP bedeutete danach AGITation und PROPaganda und war Vorgabe für die sowjetischen Künstlerkollektive während der Oktoberrevolution gewesen und Vorbild für Røde Mor. – Sämtliche Mitwirkende von Røde Mor arbeiteten im AgitProp mit. Einige spielten, sangen und lasen vor, andere schauspielerten und tanzten, während wieder andere Lichtbilder zeigten. Røde Mor benutzte eine Mischung aus Musik und Lichtbildern, um ein Gemeinschaftserlebnis zu schaffen, das den politischen Inhalt unterstreichen sollte.

„Die Gruppe benutzte grobe Satire in einer dramatischen und theatralischen Form und spielte auf der Bühne mit den verschiedensten Effekten: Verkleidungen, phantastische Requisiten, Gaukler, Feuer, Rauch usw.“

Gründungsmitglieder waren neben dem Musiker, Grafiker und Keramikkünstler Troels Trier (* 1940) und seiner zweiten Ehefrau, der Künstlerin und Autorin Dea Trier Mørch (1941–2001), drei weitere Künstler: der Maler Ole Finding (* 1937), der Bildhauer, Grafiker, Maler und Schlagzeuger John Ravn (* 1943,) sowie die Grafik-Künstlerin Yukari Ochiai (* 1938). Troels Trier war der Kopf des Kollektivs insgesamt und zugleich der späteren Musikgruppe. Eine formelle personale Hierarchie hatte das Kollektiv aber nicht. Dea Trier Mørch führte den Teil des Kollektivs an, der sich mit Grafik beschäftigte und trug selbst viele eigene Arbeiten zu deren Erfolg bei.
Ab 1972 wurde Røde Mors Organisationsform im Lauf der folgenden Jahre zu zwei professionellen Gruppen fortentwickelt: eine Grafikgruppe und eine Musikgruppe (Rockband). Beide waren organisatorisch und personell durch eine Basisgruppe verbunden. Diese Basisgruppe war das Führungsorgan des Kollektivs, in dem die prinzipiellen Diskussionen geführt, Beschlüsse gefasst und die jährlichen Kataloge entwickelt wurden, die über die Arbeit des gesamten Künstlerkollektivs Rechenschaft ablegten.
Außer den oben genannten sind folgende Personen für kürzere oder längere Zeit Mitglieder im Künstlerkollektiv Røde Mor gewesen (in alphabetischer Reihenfolge):
- Michael Boesen (1948–2014), Musiker, Sänger, Schauspieler, Komponist, Producer
- Niels Brunse (* 1949), Autor, Übersetzer, Literaturkritiker, Redakteur
- Erik Clausen (* 1942), Schauspieler, Regisseur, Drehbuchautor
- Alice Faber
- Dorte Fasting
- Tommy Flugt (* 1941), Schriftsteller, Filmregisseur
- Pia Funder
- Peter Ingemann (* 1945), Musiker. Mitglied verschiedener Jazz- und Rockgruppen in Dänemark
- Per Almar Johnson
- Maiken Junker
- Anne-Mette Kruse
- Thomas Kruse (* 1943)[A 2]
- Erling Benner Larsen
- Kim Menzer (* 1938), Jazz- und Rock-Musiker (Burnin Red Ivanhoe; Kim Menzer Jazz & Blues Band), Komponist
- Peter Mogensen
- Andreas Trier Mørch (* 1944), Fotograf. Bruder von Dea Trier Mørch
- Jens Asbjørn Olesen, Musiker, Komponist, Journalist
- Anne-Marie Steen Petersen (* 1950), Zeichnerin, Karikaturistin, Autorin
- Leif Sylvester Petersen (* 1940), Maler, Grafik-Künstler, Komponist, Schauspieler
- Karsten Sommer (* 1949), Musikproduzent und Journalist
- Henrik Strube (* 1949), Gitarrist, Autor, Komponist, Redakteur
- Finn Sørensen (* 1946), Musiker. Politiker, Mitglied des Folketings (Dänisches Parlament) 2011–2019
- Ole Thilo (1945–2011), Pianist in Avangarde-Jazzgruppen
- Ann Thorsted
- Jacob Trier
- Lars Trier (* 1949)[A 3]

## Musikgruppe

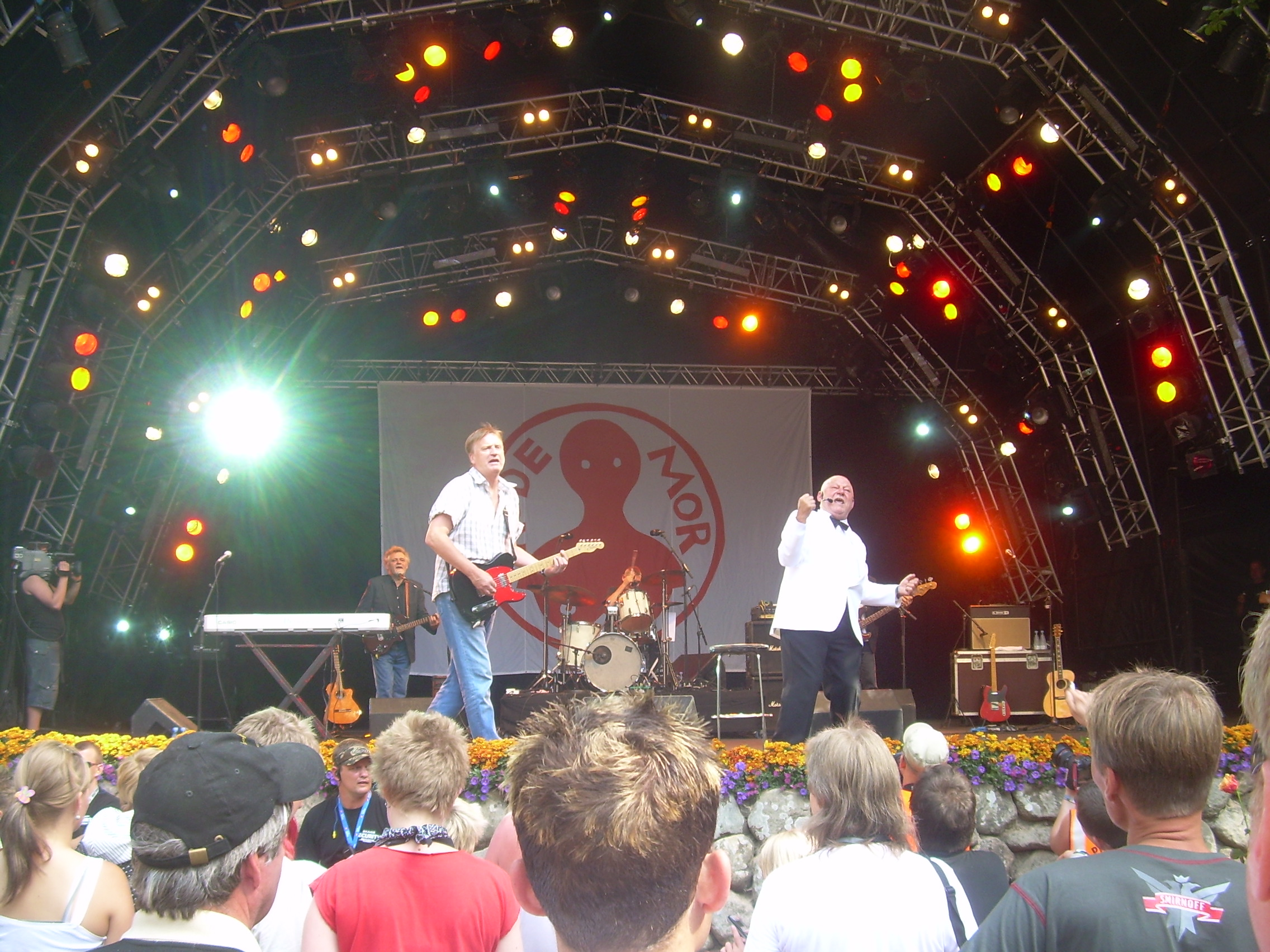
Røde Mor beim Skanderborg-Festival 2007 in Dänemark

Die Musikgruppe des Kollektivs existierte von 1969 bis 1978 und wurde 2002 wieder aktiv. Treibende inhaltliche Kraft war am Beginn der Protest gegen den Vietnamkrieg, gegen die NATO, gegen die EWG, gegen die Atomwaffen und gegen Kernkraftwerke. Ihre Musik war Rock’n Roll. Ihre Spezialität waren Protestlieder. Die Gruppe war anfänglich ein Trio, bestehend aus Troels Trier, Gesang, Lars Trier, Gitarre und Ole Thilo, Klavier. Sie trat zuerst nur bei den Vernissagen der Bildkünstler des Kollektivs auf und veröffentlichte bereits 1970 ein Liederbuch mit ihren Texten sowie am Ende des Jahres die erste Schallplatte, eine EP mit dem Titel Johnny gennem ild og vand (Johnny zwischen Feuer und Wasser). Im Jahr 1971 vergrößerte sich die Gruppe zu einem Septett, erweitert um Finn Sørensen, Bass, Michael Boesen, Gitarre, Jens Asbjørn Olesen, Harmonika und Klavier und Peter Vangkilde, Schlagzeug. Bereits im selben Jahr veröffentlichte sie unter dem neuen Namen Røde Mor Rok Ork ihre erste LP Rok Ork. 1972 kam es zu Intrigen im Künstlerkollektiv, die in Abgängen und Neuaufnahmen endeten. Die Musikgruppe verkleinerte sich auf fünf Personen: Jens Asbjørn Olesen, Klavier, Poul Poulsen, Bass und Gesang, Lars Trier, Gitarre und Banjo, und Troels Trier, Gitarre, Violine, Mundharmonika und Gesang. In dieser Besetzung entstanden die LPs Ta hva' der er dit (Nimm dir, was deins ist; 1972) und Grillbaren (Die Grillbar; 1973).
1974 änderte sich die musikalische Besetzung der Gruppe erneut: Neben Troels und Lars Trier spielten jetzt Peter Ingemann, Bass und Texte und Henrik Strube, Gitarre. Durch die Zusammenarbeit mit dem Künstlerduo Leif Sylvester Petersen und Erik Clausen, die Clausen & Petersens Straßenzirkus erfolgreich auf die Straße gebracht hatten, resultierte eine neue Richtung für Røde Mors musikalische Abteilung. Das Ergebnis war 1974 die Gründung und Marktplatzierung von Røde Mor Rock-Cirkus mit verstärkt politischen Texten, grotesken und clowneresken Figuren und Szenarien auf der Bühne und erhoffter stärkerer musikalischer Durchschlagskraft. Das bedeutete, ökonomisch gesehen, dass das Kollektiv zwar auch einen größeren wirtschaftlichen Erfolg anstrebte, aber dabei, kalkuliert oder nicht, in Kauf nahm, sich dadurch ein Stück weit von seinen sozialistischen Idealen abzusetzen.

„RØDE-MOR-ROCKCIRKUS ist eine Mischung aus Rockmusik, Lichtbildern, Jahrmarktgauklern und satirischer Varietékunst, in einen Konzertsaal verpflanzt. In dieser Show versuchen wir eine moderne, populäre und sozialistische Konzertform zu schaffen, die eine Alternative zu der kommerziellen bürgerlichen Unterhaltung ist.“

„Hauptperson war […] Troels Trier, der mit seiner rauhen und tiefen Stimme eine groteske Clownfigur schuf. Seine Popularität reichte weit über die linke Ecke hinaus, und Røde Mor war in der zweiten Hälfte der 70er Jahre – zusammen mit der Gruppe Jomfru Ane tonangebend auf der politischen Rockszene.“

1974 wurde Røde Mors illustreret sangbog 2 (Røde Mors illustriertes Liederbuch 2) veröffentlicht und es entstanden die LPs Linie 3 (1975), Betonhjertet (Betonherz, 1975), Hjemlig hygge (Heimatliche Gemütlichkeit, 1976) und Sylvesters drøm (Sylvesters Traum, 1978). Ihre bekannteste Veröffentlichung ist Hjemlig hygge, eine Platte mit Musikstücken, in denen Røde Mor mit Ironie und grotesker Verzerrung und Troels Trier mit rauher Stimme der saturierten dänischen Gesellschaft ihre ihr lieb gewordenen spießbürgerlichen Gewohnheiten und ihre Sucht nach heimeligem Glück den Spiegel vorhält. 1974 trat Røde Mor auch auf dem Roskilde-Festival auf. 1978 löste sich die Gruppe auf.

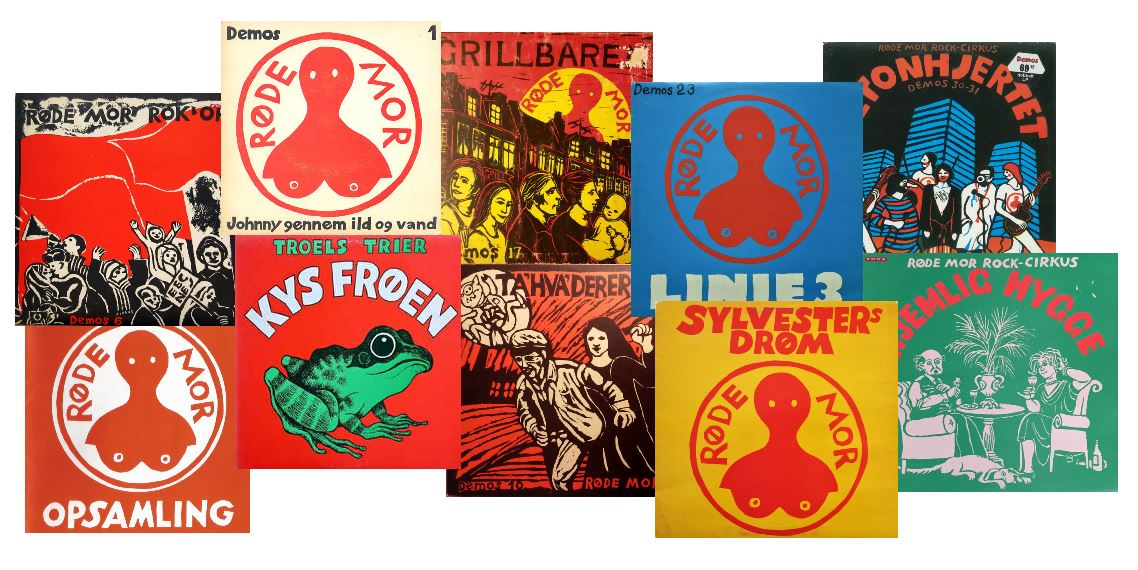
Collage der Plattenhüllen von Røde Mor

Im Jahr 2002 trafen sich Troels Trier, Peter Ingemann, Henrik Strube und Lars Trier und starteten eine Jubiläumstournee unter dem Namen RØDE MORs Rollende Rollator Show. 2006 wurde die EP Røde Mor aufgenommen und veröffentlicht. Im selben Jahr unternahm die Gruppe eine Reihe von Abschiedskonzerten. 2007 wurde Røde Mor der Ehrenpreis der International Federation of the Phonographic Industry beim Dänischen Musik Award verliehen. Im selben Jahr spielte die Band auch auf dem Skanderborg Festival. Røde Mor gibt weiterhin Konzerte.

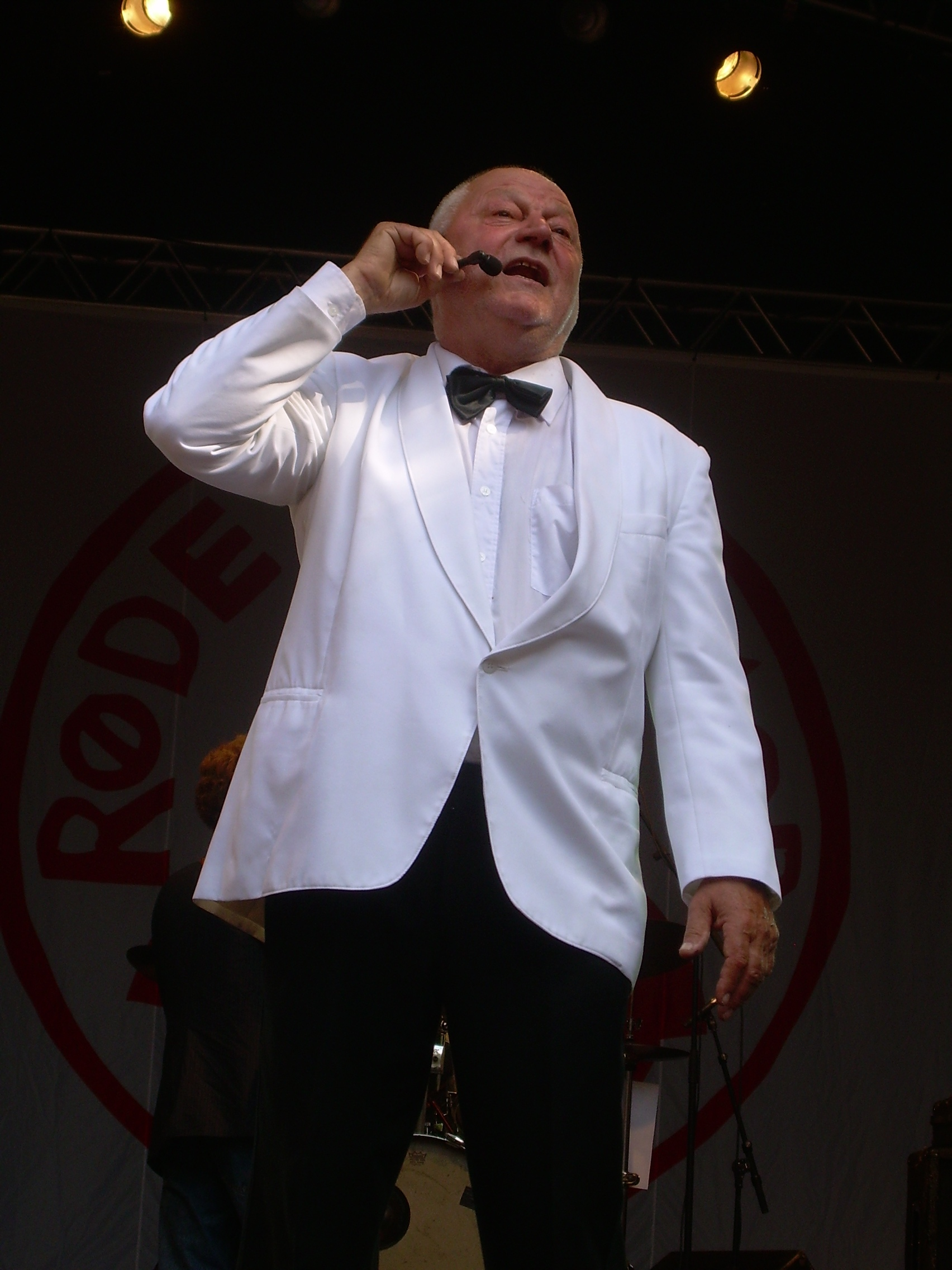
Troels Trier beim Skanderborg Festival, 2007
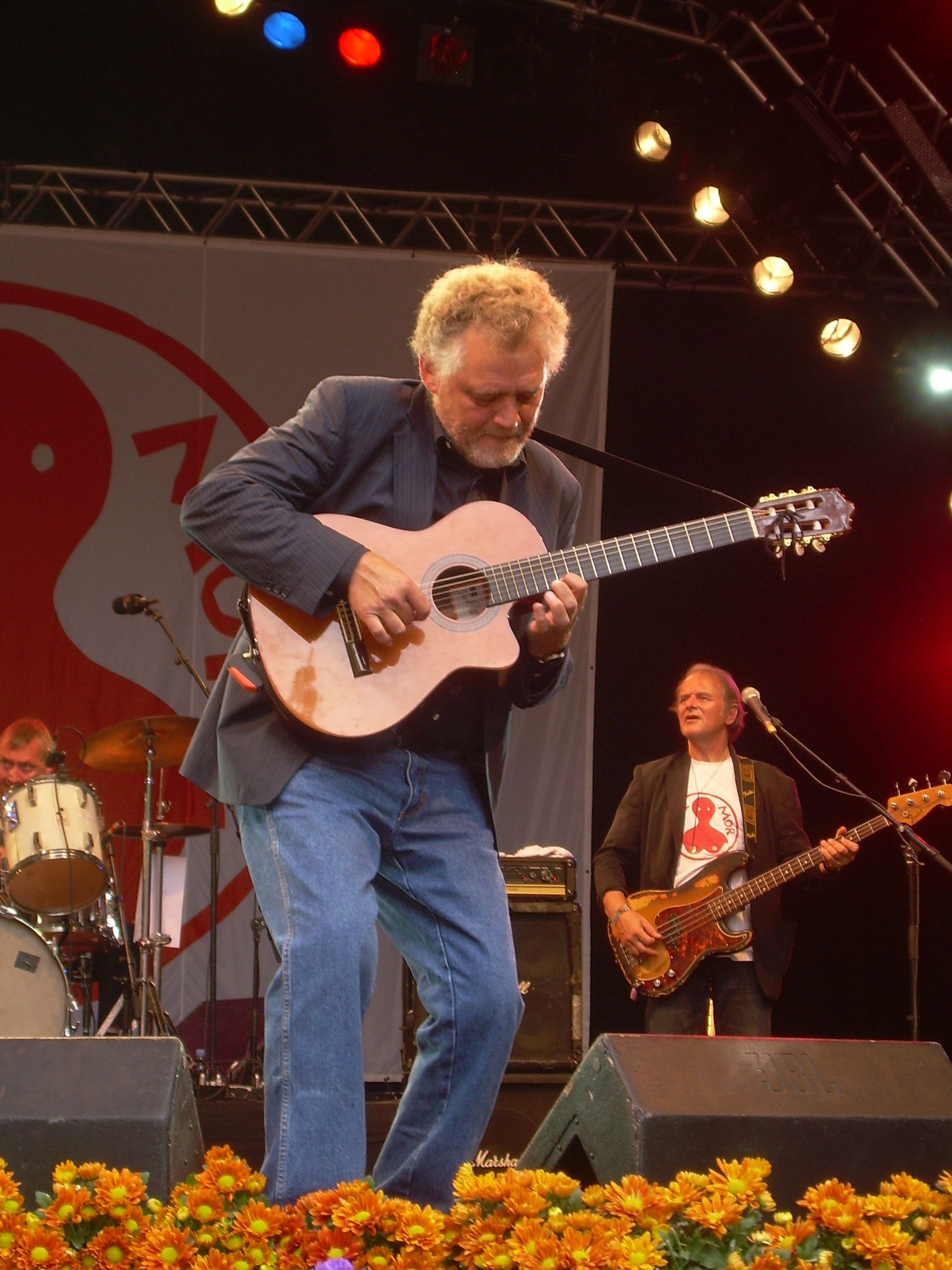
Lars Trier beim Skanderborg Festival, 2007
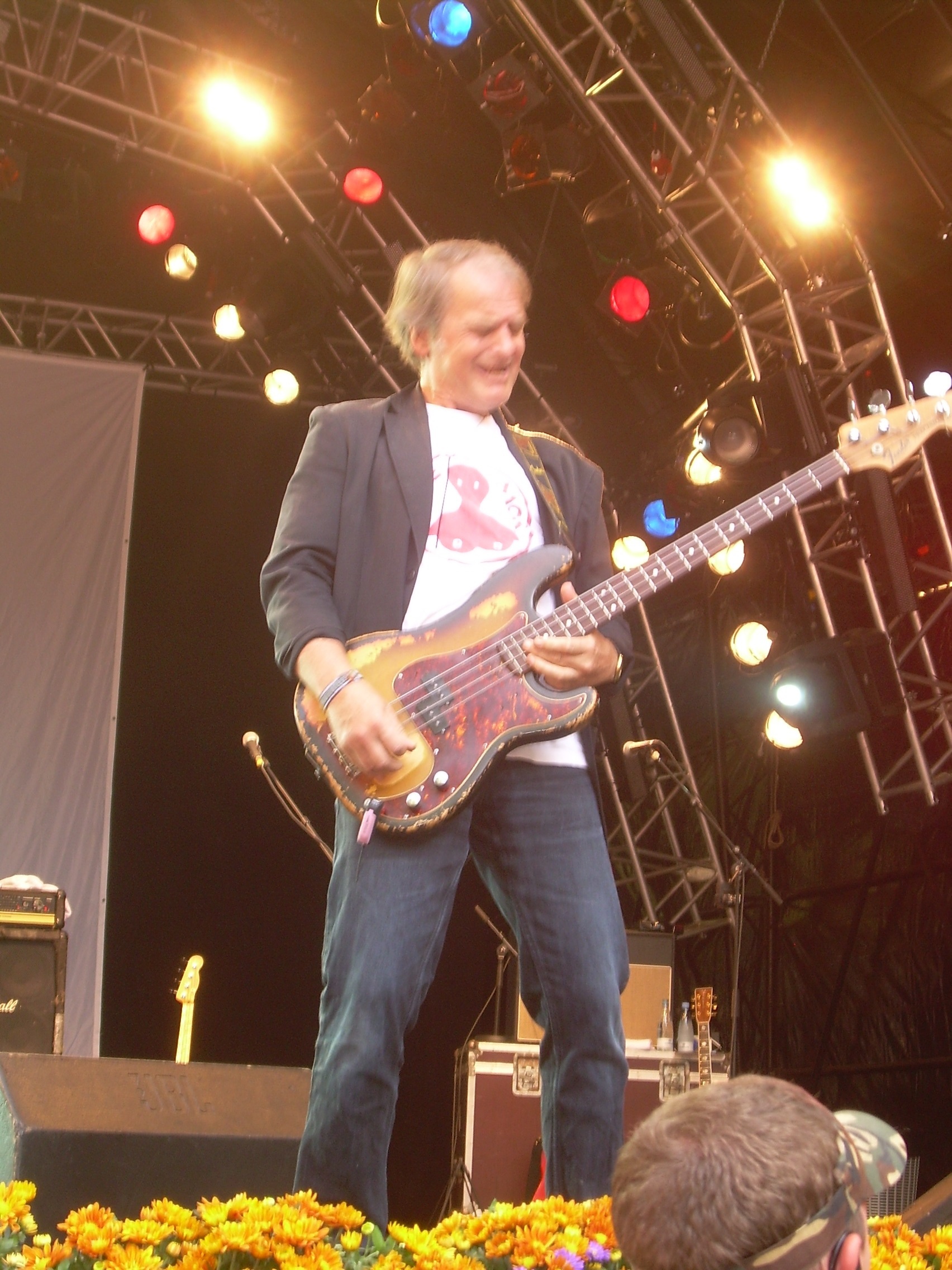
Peter Ingemann beim Skanderborg Festival, 2007
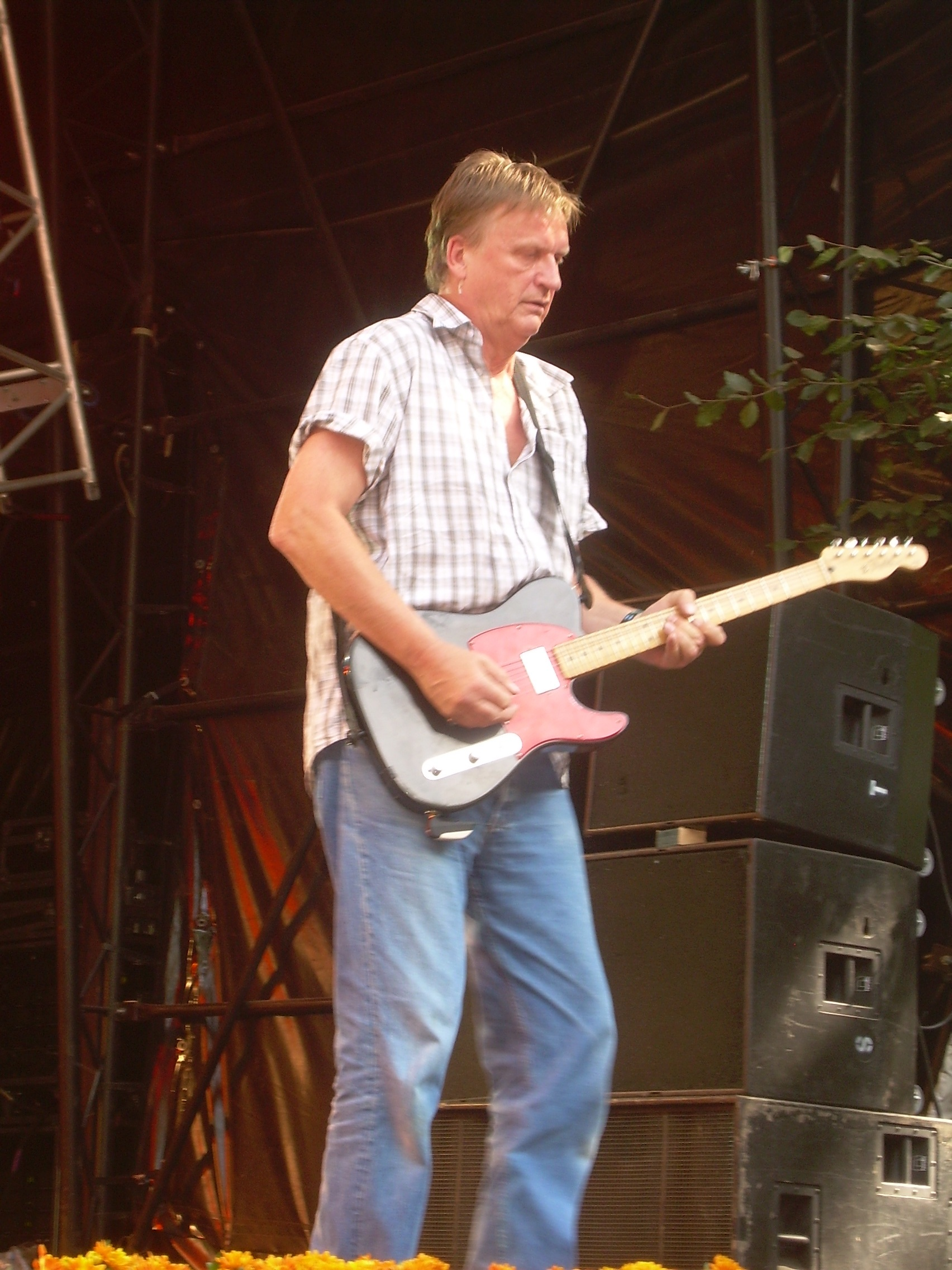
Henrik Strube beim Skanderborg Festival, 2007

## Grafikgruppe
Das Manifest war Røde Mors gemeinsame ideologische Plattform im Licht der gesammelten Erfahrungen. Im Jahr 1971 wurde es mit einem belehrenden Arbeitsprogramm über Røde Mors Bildarbeiten, das die Mitglieder noch zusätzlich motivieren sollte, ausgebaut.

„Røde Mor hat sich dazu entschlossen, kollektive Bilder zu machen. Mit kollektiven Bildern verstehen wir nicht nur Dinge, zu denen alle von Røde Mor beigetragen haben, sondern auch individuelle Arbeiten, die nach einer gemeinsamen Diskussion und Kritik entstanden sind. Røde Mor wird ihre Grafik nicht mehr signieren und nummerieren.“

Die Gruppe arbeitete mit Linolschnitten, weil Linoleum nicht nur ein weiches und leicht zu schneidendes, sondern auch ein billiges Material ist, das leicht zum Drucken verwendet werden kann. Es bot dem Kollektiv den Vorteil, Vorlagen im Vorbereitungsprozess zu Hause relativ einfach zu erstellen. Außerdem kann ein Linolschnitt auch leicht im Buchdruck benutzt werden. Seine Erstellungskosten sind gering, entsprechend preiswert konnten Drucke von Linolschnitten vom gewünschten Arbeiterpublikum erstanden werden. Da Linolschnitte meist grob strukturiert sind, eigneten sie sich damit nach Auffassung des Kollektivs gut für agitatorische Zwecke. Hergestellt wurden vornehmlich Plakate zu allen möglichen politischen Themen aus der Welt der Arbeiterklasse. In den Vordergrund gerückt wurden dabei Probleme, die die Arbeit und das Leben dieser Menschen beeinträchtigten und gesellschaftlich verbessert werden müssten. Es wurden aber auch Illustrationen für Bücher und Buchumschläge als Linolschnitte hergestellt, beispielsweise für die Bücher von Dea Trier Mørch.
Kollektives Arbeiten bedeutete für die Gruppenmitglieder lange Diskussionen über das Motiv oder die Motive für ein Plakat oder eine Buch-Illustration. Darauf folgte eine Phase des individuellen Arbeitens an Vorschlägen, die in Form von einzelnen Linolschnitten zusammengetragen wurden. In einem weiteren Diskussionsprozess wurden die einzelnen Schnitte zu einem Bild zusammengefügt, das inhaltlich und grafisch eine Einheit ergeben sollte. Dieser Prozess war sehr zeitaufwändig, wurde aber auch als inspirierend und lehrreich empfunden. Wenn die Gruppenmitglieder über ein kollektives Werk einig geworden waren, wurden die Linoleum-Platten entweder in die Buchdruckerei geschickt oder die einzelnen Abdrucke auf Papier geklebt, gegebenenfalls retuschiert und abfotografiert, um mit anderen Techniken, z. B. im Offset-Druck gedruckt zu werden.

„Das wichtigste für uns sind das Engagement und die unmittelbar erzählenden Eigenschaften des Bildes. Wir sind uns darüber im Klaren, dass die kollektiven Bilder mit der traditionellen Kunstauffassung brechen. Das ist dem geschuldet, dass wir nichts anderes wollen, als das Bürgertum zu provozieren.“

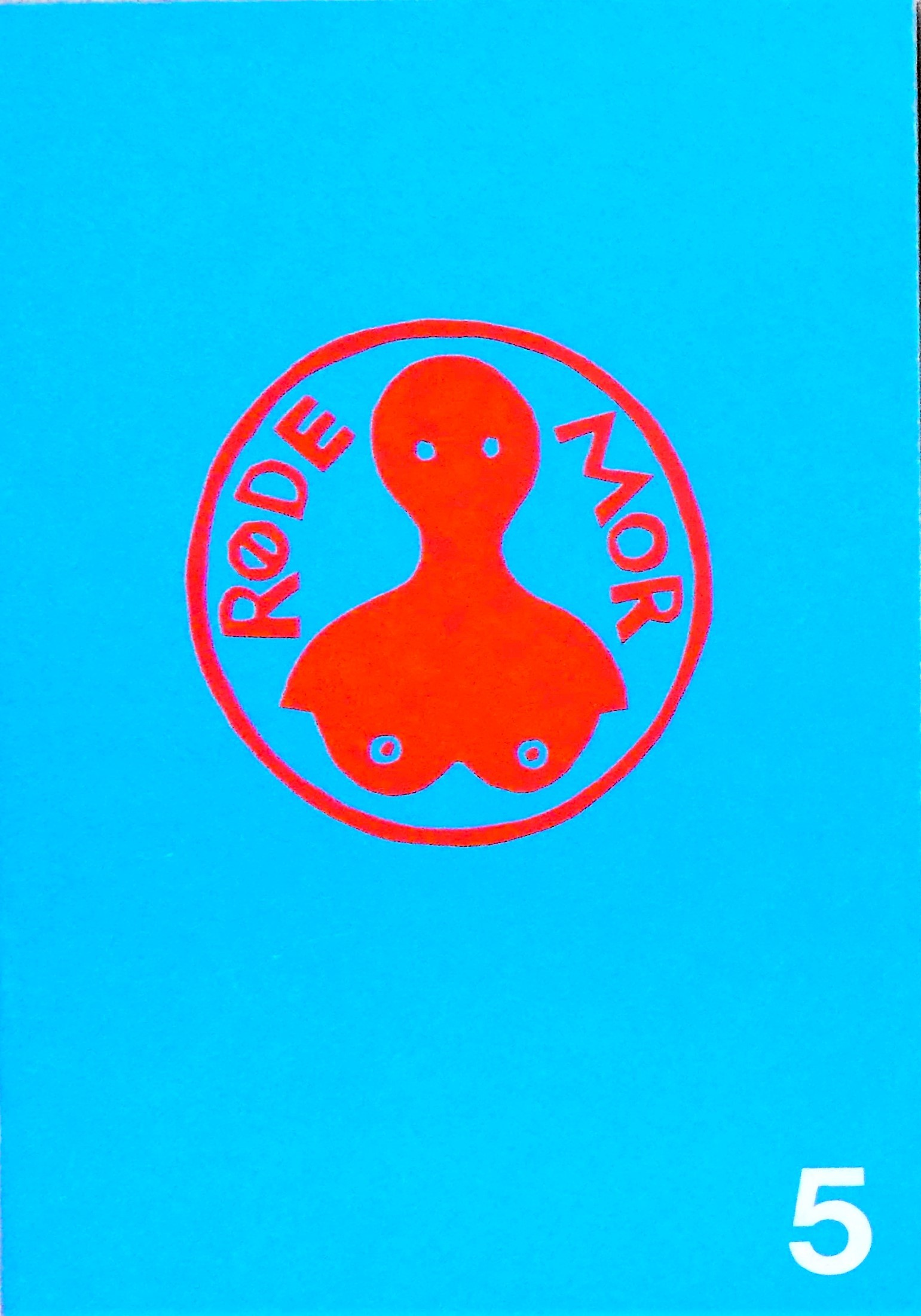
Vorderseite des Katalogs Nr. 5 von 1974
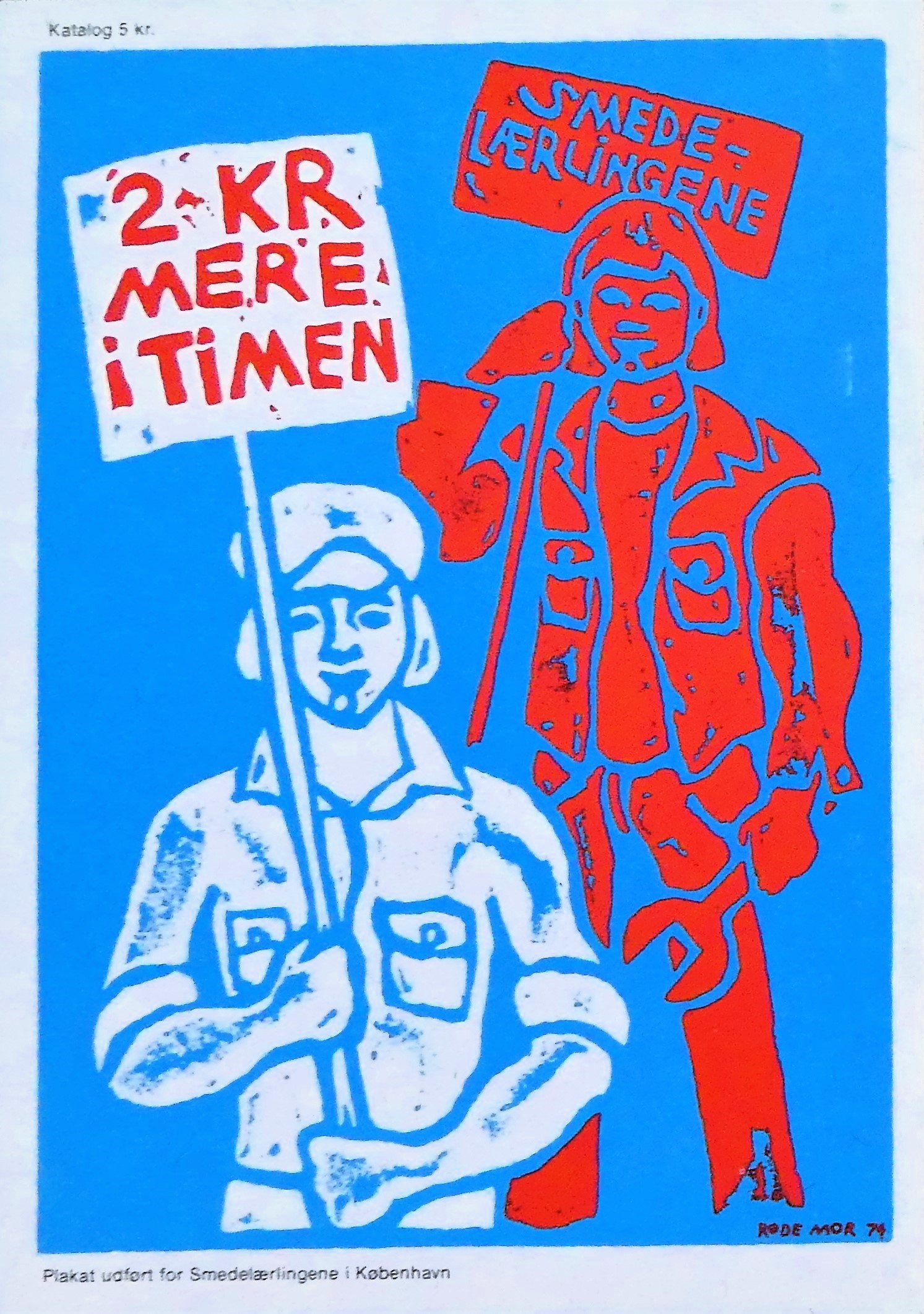
Rückseite des Katalogs Nr. 5 von 1974
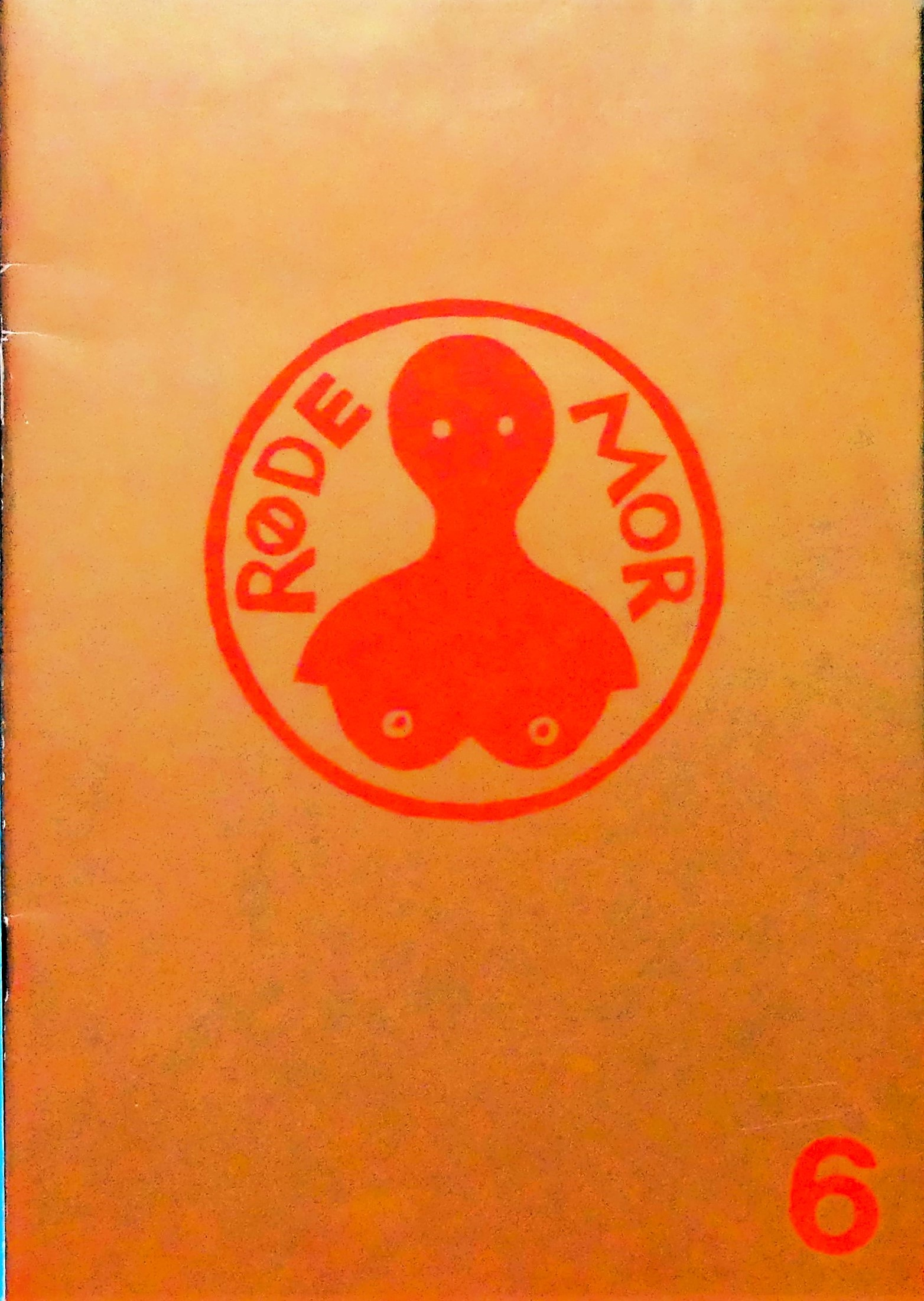
Vorderseite des Katalogs Nr. 6 von 1975
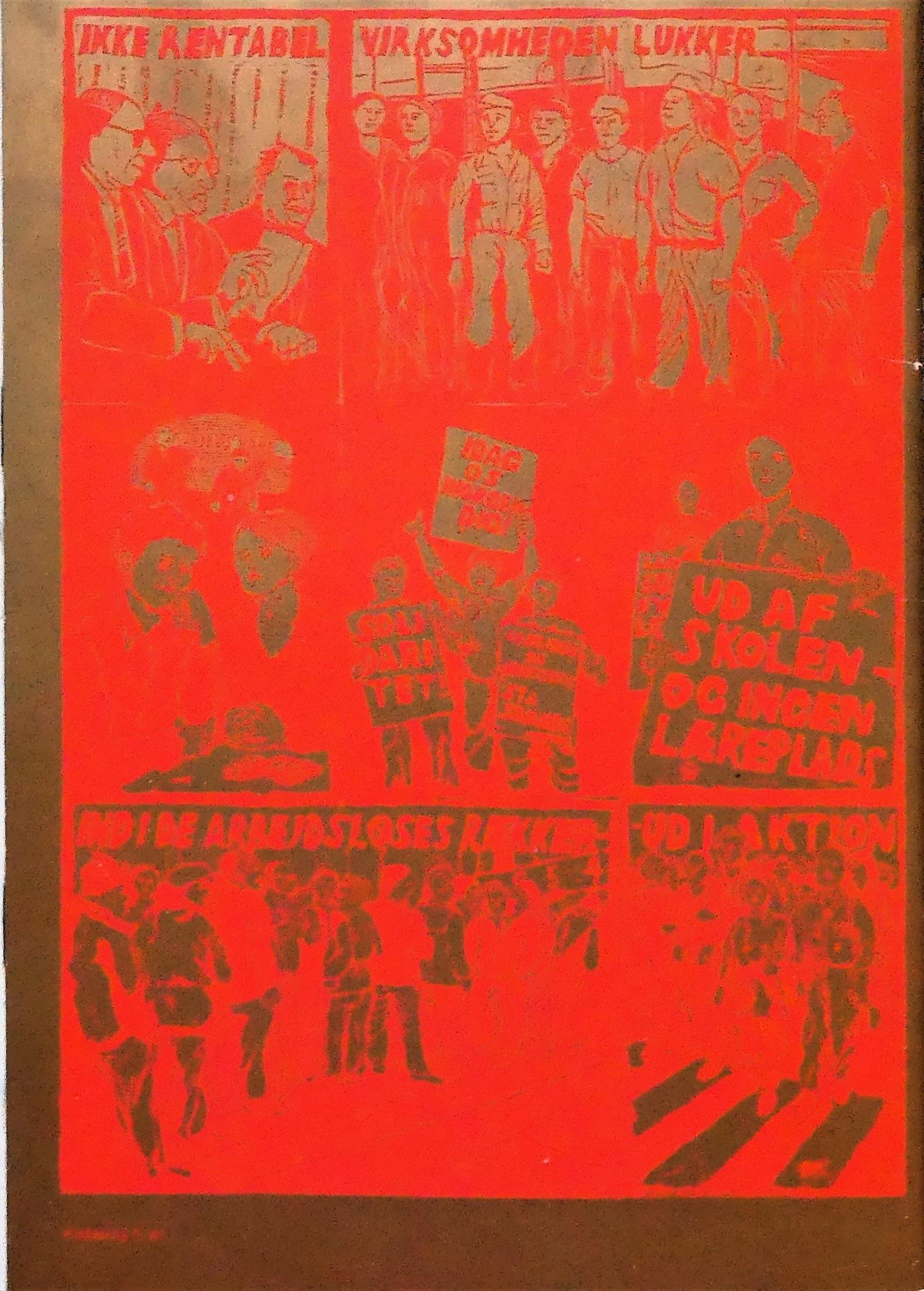
Rückseite des Katalogs Nr. 6 von 1975
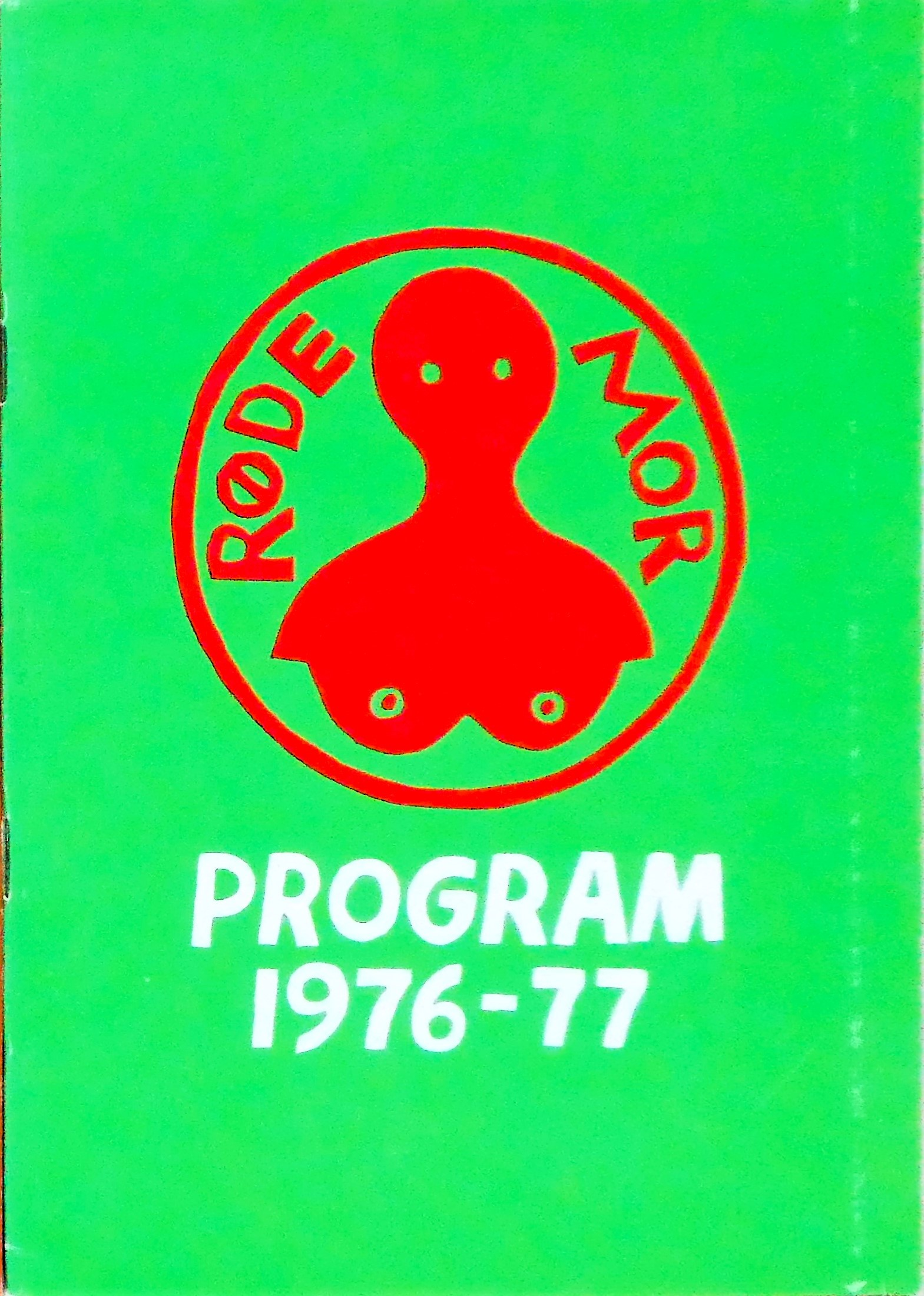
Vorderseite des Katalogs von 1976–77
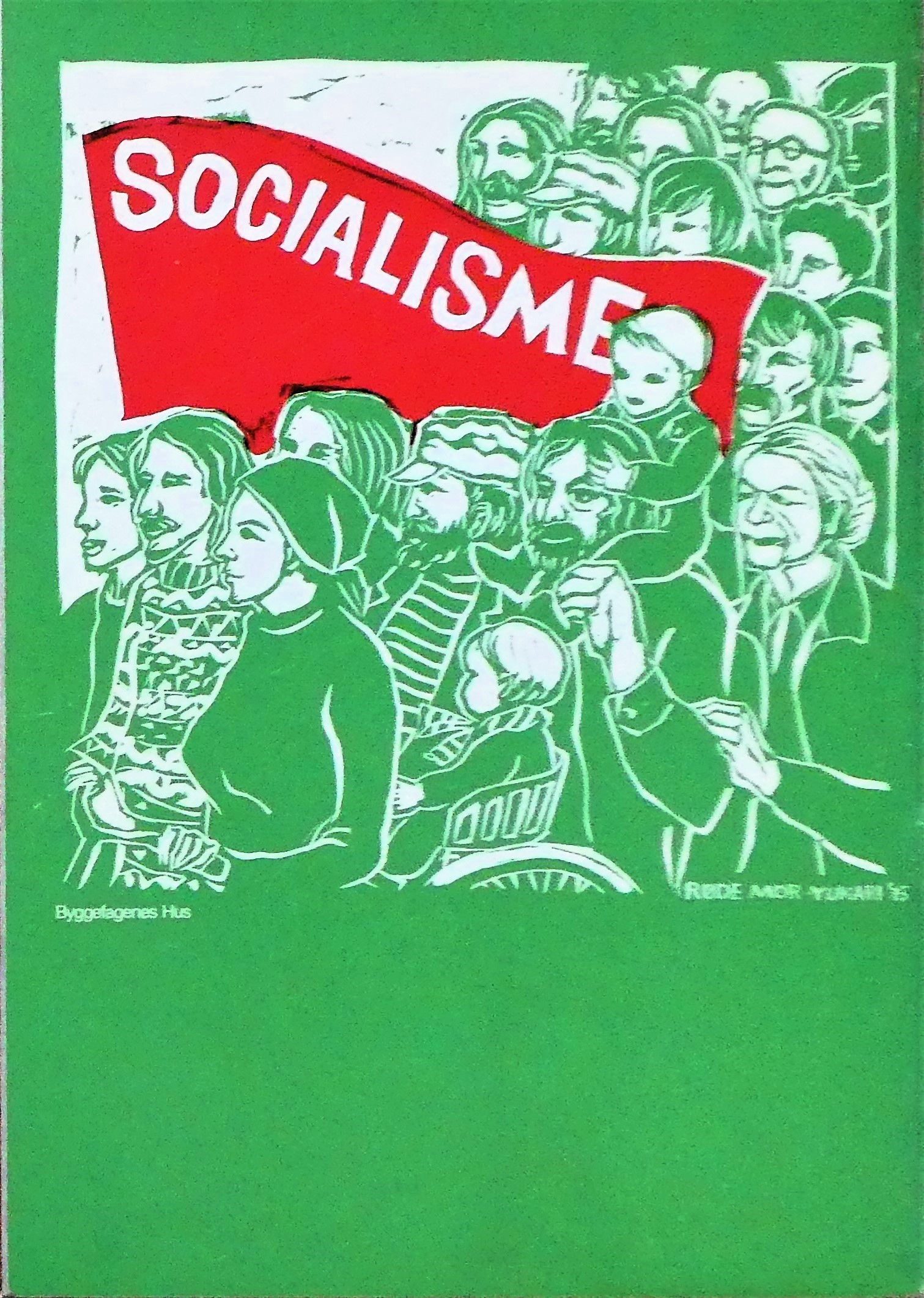
Rückseite des Katalogs von 1976–77

1972 zählte der Katalog Nr. 3 einige der Schwierigkeiten auf, das Manifest zu befolgen. Eines der großen Probleme war, mit der Arbeiterklasse in Kontakt zu kommen. Røde Mor steckte im traditionellen Gegensatz zwischen Arbeitern und Intellektuellen und erkannte, dass die einseitige politische Schulung in der Gruppe dazu geeignet sei, Sektierertum zu fördern. Gleichzeitig wollte sich das Kollektiv frei machen von der „elitären Kultur und der bürgerlichen Kunst“. Das konnte aber nicht gelingen, da die Ausstellungen mit den Werken der Gruppe von Kunstgalerien veranstaltet wurden und den Regeln des herrschenden Kunstbetriebs unterlagen. Damit war das Ziel, ein proletarisches Publikum zu erreichen, weit in die Ferne gerückt. Dem versuchte das Kollektiv mit einer Fokussierung auf eine sowohl künstlerische als auch politische Lösung zu begegnen.

„Unsere Arbeitsform ist kollektiv, teils, weil wir dem bürgerlichen Individualismus in der Kunst entgegenwirken wollen, teils, weil wir die politische Bewusstheit in unserer Arbeit durch gegenseitige Kritik und Beeinflussung entwickeln wollen. Unsere Technik, unsere Form suchen ihre Vorbilder im Sozialrealismus, wie er gleichzeitig mit der Geschichte der Arbeiterbewegung ausgeformt worden ist. Wir meinen, dass die realistische Form am besten geeignet ist, die Gegensätze in unserer Gesellschaft aufzudecken und eine sozialistische Lösung der Probleme aufzeigen kann. Der Realismus zeigt, im Gegensatz zum Naturalismus, die Wirklichkeit in einer Form, die die Dinge erklärt. Die Machthaber in dieser Gesellschaft versuchen, die Gegensätze zu verschleiern. Wir versuchen sie aufzudecken. Dafür halten wir die groteske und satirische Form (wie sie dann im Røde Mor Rock-Circus praktiziert wurde) für gut geeignet. Gleichzeitig möchten wir einen Weg aufzeigen, aus den Widersprüchen herauszukommen. Dafür meinen wir, eine solidarische und optimistische Ausdrucksform nutzen zu können.“

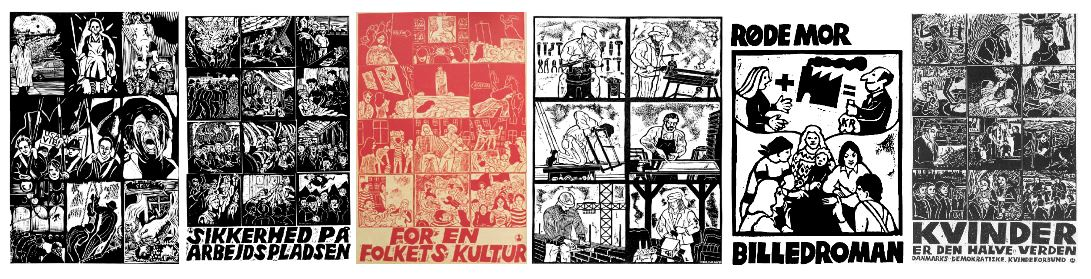
Collage von Grafik-Postern der Grafik-Gruppe von Røde Mor. Die Poster-Titel: Plakat gegen den Vietnam-Krieg – Sicherheit am Arbeitsplatz – Für eine Volkskultur – Ohne Titel: (Die Bau-Facharbeiter) – Der Bildroman – Frauen sind die halbe Welt.

Über die Grafikgruppe heißt es im Katalog von 1975, das Kollektiv verfolge nun die Zusammenarbeit mit Leuten aus beruflichen und politischen Organisationen, die auf der linken Seite des politischen Spektrums agierten. Damit sollte eine größere Nähe zur arbeitenden Bevölkerung hergestellt werden. Diese Zusammenarbeit habe das Kollektiv viel darüber gelehrt, was gewöhnliche Menschen von der Kunst verlangen und was keine Kunstakademie erreichen könne.
Die Arbeitsweise vor allem an Plakaten wurde umgestellt zugunsten eines einzigen, gemeinsam bewerkstelligten Handlungsablaufs – wie bei der Erarbeitung einer Zeichenserie.
Røde Mors letzter Katalog von 1976/77 enthält auch das Programm für die Rockzirkusvorstellungen mit dem Titel „Hjemlig Hygge“, die im Haus der Bauarbeiter in Kopenhagen stattfinden sollten und für die die Grafikgruppe eine Reihe von großformatigen Linolschnitten als Vorlage für 21 Großplakate erarbeitete. Mit ihnen sollten die verschiedenen Fachgruppen in diesem Haus gewürdigt und die „Parolen der Arbeiterklasse und deren Ideologie“ herausgestellt werden.
Im selben Jahr gab die Grafikgruppe noch einen Bildroman heraus, ein Buch mit drei Bildererzählungen ohne Worte über Vietnam, Chile und Dänemark. Abschließend wurde erklärt:

„Wir beabsichtigen, unsere Arbeit mit der Herausgabe von Grafik-Büchern fortzusetzen und hoffen, in der Zwischenzeit eine ganze Reihe neuer Bilder zu schaffen, die im Kampf für den Sozialismus Anwendung finden können.“

Zu der angekündigten Fortsetzung der künstlerischen Arbeit des Grafik-Kollektivs kam es nicht mehr. Røde Mors grafische Arbeiten werden weiterhin in Ausstellungen gezeigt, insbesondere in Zusammenarbeit mit dem Dänischen Plakatmuseum in Århus.

## Auflösung
1978 beschloss Røde Mor, die künstlerische Produktion einzustellen und stattdessen eine Stiftung zu errichten, in deren Fonds die Einkünfte vom Verkauf von Platten und Plakaten fließen sollten. Der Fonds sollte politische Kunst der Linken in Dänemark unterstützen. Dem Røde-Mor-Stiftungsrat gehören oder gehörten seither folgende Mitglieder der Røde-Mor-Grafikgruppe beziehungsweise des Røde-Mor-Rockcirkus an: Erik Clausen, Peter Ingemann, Thomas Kruse, Peter Mogensen, Andreas Trier Mørch, Dea Trier Mørch, Yukari Ochiai, Leif Sylvester Petersen, Henrik Strube und Troels Trier.
Im Jahr 1979 verteilte der Fonds der Røde-Mor-Stiftung am Muttertag – dem ersten Sonntag im Mai – erstmals Preise an eine Reihe von Künstlern, Gruppen und Einzelpersonen, die der politischen Linken im dänischen Sprachraum zuzurechnen sind.
Für die Auflösung der Gruppe waren persönliche, künstlerische und politische Gründe entscheidend. Auf der persönlichen Ebene hatten sich einige Mitglieder in den intensiven Arbeitsverläufen aufgerieben, die Gruppendynamik war gestört und die Produktivität hatte gelitten. Es gab einen starken Druck, sich auch individuell künstlerisch auszudrücken, um von den Gruppenmitgliedern anerkannt zu werden.
Auf der künstlerischen Ebene erlebte die Gruppe eine Abnutzung der politischen Metaphern und Klischees, mit denen sie gearbeitet hatte. Jede künstlerische Ausdrucksform, die individuell oder kollektiv eingebracht wurde, musste permanent in den Diskussionen durch die kollektiven politischen Filter der Gruppe gepresst werden. Das erlebten die Mitglieder nach zehn Jahren als Belastung (dänisch som snærende), sowohl zeitlich in der Arbeit mit dem Kollektiv, als auch persönlich in ihrer Kreativität.
Auf der politischen Ebene sahen immer mehr Mitglieder Risse im Lack der sozialistischen Ideologie und die dadurch wachsende Kritik an den sozialistischen Ländern. Røde Mor hatte in der Zeit des Studentenaufruhrs begonnen – und zeitgleich während einer Phase der Hochkonjunktur. 1978 waren die Arbeitslosigkeit und die Gesellschaftskrise auch in den Köpfen des Volkes angekommen. Die Parteien des linken Lagers formulierten hingegen keine klare und durchsetzungsfähige Alternative zur Krise. Und gleichzeitig hatte sich die politische Szenerie geändert. Politik war nicht länger parteigebunden und in Christiansborg, [dem Regierungssitz], regte sich nichts. In der „Bewegung“ war Alltag. Die Kinder waren erwachsen. Was man im Supermarkt kaufte, der Abfall, den man produzierte und auch die Zweierbeziehung: alles war politisch geworden. Die Folge war Orientierungslosigkeit. Und in dieser gesellschaftlichen Szenerie wollten die Mitglieder von Røde Mor sowohl als individuelle politische Künstler, als auch als Kollektiv auftreten – wie sollten sie das in den vor ihnen liegenden Jahren schaffen? Mit dieser offenen Frage endete der letzte Katalog und bald darauf die Arbeit auch der Grafik-Gruppe.

## Diskografie
- Johnny gennem ild og vand (Johnny zwischen Feuer und Wasser), EP 1970
- Rok’ ork, 1971
- Ta' hva' der er dit (Nimm, was deins ist), 1972
- Grillbaren (Grillbar), 1973
- Linie 3, 1974/1975
- Betonhjertet (Betonherz), Doppel-Live-LP, 1975
- Hjemlig hygge (Heimatliche Gemütlichkeit), 1976
- Kys Frøen (Küss den Frosch), 1977 (Troels Triers Soloalbum)
- Sylvesters drøm (Sylvesters Traum), live, 1978
- Røde Mor, EP, 2006
- Opsamling (Sampler), CD, 2007

## Veröffentlichungen
- Røde mors illustriertes Liederbuch 1, 1970, ISBN 87-7496-265-5 (mit eingelegter Schallplatte)
- Røde mors illustriertes Liederbuch 2, 1974 (mit eingelegter Schallplatte)